# José Medalha
José Medalha, né le 11 avril 1944, à Catanduva, au Brésil, est un ancien entraîneur brésilien de basket-ball. 

## Palmarès
- 3e du championnat des Amériques 1992